# Pablo Ausensi
Pablo Ausensi (Santiago de Chile, 26 de septiembre de 1961) es un actor chileno de cine, teatro, televisión y doblaje. Es reconocido por haber ofrecido su voz al personaje Sportacus en las dos primeras temporadas de Lazy Town y en LazyTown Extra, a Zuko en Avatar: la leyenda de Aang y a Sonic y Shadow en Sonic X.

## Filmografía

### Telenovelas
| Teleseries | Teleseries             | Teleseries        | Teleseries | Teleseries |
| Añorp      | Teleserie              | Rol               | Canal      |            |
| ---------- | ---------------------- | ----------------- | ---------- | ---------- |
| 1988       | Bellas y audaces       | Juan Coloma       | TVN        |            |
| 1988       | Las dos caras del amor | Andrés Giannini   | TVN        |            |
| 1988       | Vivir así              | Beto Cantillana   | Canal 13   |            |
| 1989       | A la sombra del ángel  | Patricio Hudson   | TVN        |            |
| 1990       | El milagro de vivir    | Sergio Ríos       | TVN        |            |
| 1991       | Villa Nápoli           | Paulo Álvarez     | Canal 13   |            |
| 1992       | El palo al gato        | Claudio Gil       | Canal 13   |            |
| 1993       | Jaque mate             | Diego Pastrini    | TVN        |            |
| 1994       | Rompecorazón           | Alfredo Plaza     | TVN        |            |
| 1995       | Estúpido cupido        | César Leiva       | TVN        |            |
| 1998       | Borrón y cuenta nueva  | Francisco Paz     | TVN        |            |
| 2011       | Decibel 110            | Carlos Ortúzar    | Mega       |            |
| 2013       | Las Vega's             | Esteban Villagrán | Canal 13   |            |
| 2015       | La poseída             | Félix Soriano     | TVN        |            |

### Series de televisión
| Serie de televisión | Serie de televisión         | Serie de televisión        | Serie de televisión |
| Año                 | Serie                       | Personaje                  | Canal               |
| ------------------- | --------------------------- | -------------------------- | ------------------- |
| 1989                | Teresa de Los Andes         | Luis Fernández Solar       | TVN                 |
| 1990                | Crónica de un hombre santo  | Fernando Karadima          | Canal 13            |
| 2004                | El cuento del tío           | Lawyer                     | TVN                 |
| 2005                | Tiempo final                | Doctor                     | TVN                 |
| 2005                | Heredia y asociados         |                            | TVN                 |
| 2005                | Loco por ti                 | Teacher                    | TVN                 |
| 2005                | Los simuladores             | Vendedor                   | Canal 13            |
| 2005                | La Nany                     | Paciente                   | Mega                |
| 2007                | Héroes                      | Joaquín Echeverría Larraín | Canal 13            |
| 2008                | El día menos pensado        | Alejandro Montes           | TVN                 |
| 2011                | Prófugos                    | Padre Alfonso              | HBO                 |
| 2013                | Lo que callamos las mujeres |                            | Chilevision         |

## Doblaje
- Sonic X- Sonic,Shadow
- LazyTown  (Discovery Kids) - Sportacus
- Las mil y una noches (Mega, 2014) - Kerem Inceoglu
- Ezel  (Mega, 2014) - Ezel Bayraktar
- Zoids: Chaotic Century - Bang Freiheit
- Zoids: Guardian Force - Bang Freiheit
- Las aventuras de Alicia y sus amigos - Sonic, Aamir (orig. Goulbi)
- Avatar: La leyenda de Aang - Príncipe Zuko
- Las Aventuras de Orphen - Orphen
- La Venganza de Orphen - Orphen
- La cueva de Emiliodón (Atiempo) - Rodolfo
- El Reino de la risa (Atiempo) - El Rey